# Бану Шуджаи
Бану Шуджаи (анг. Banu Shujai, тур. Banu Şücai 8 марта 1996 , Баку)
Победительница конкурса красоты Miss Globe Azerbaijan 2014 , Miss Azerbaijan 2020. Актриса, Модель.

## Биография
Бану Шуджаи родилась 8 марта 1996 года в Баку, Азербайджане.

## Карьера
Участница двух вокальных проектов — «O Ses Türkiye» (Голос Турции) и «Səs Azerbaycan» (Голос Азербайджана).
В 2017 году представила Азербайджан на «Best Model of the World» в Париже, получив номинацию «Best Smile».